# Anomala semivirens
Anomala semivirens är en skalbaggsart som beskrevs av Leonard Gyllenhaal 1817. Anomala semivirens ingår i släktet Anomala och familjen Rutelidae. Inga underarter finns listade i Catalogue of Life.